# Anke Engels
 (janvier 2019).
Si vous disposez d'ouvrages ou d'articles de référence ou si vous connaissez des sites web de qualité traitant du thème abordé ici, merci de compléter l'article en donnant les références utiles à sa vérifiabilité et en les liant à la section « Notes et références ».
Pour les articles homonymes, voir Engels (homonymie).
Anke Engels, née le 18 janvier 1974 à Beek en Donk,, est une actrice néerlandaise.

## Filmographie

### Cinéma et téléfilms
- 1998 : Baantjer : Astrid Tijssen
- 2000 : Vijf gangen : Mariette
- 2001 : De grot (nl) : Margriet
- 2002 : Hartslag : Doris Hartog
- 2002-2004 : Ernstige delicten (nl) : Mischa Richter
- 2004 : Verdwaald : Manon
- 2004 : Profs (court métrage) : Larissa
- 2004 : Zes minuten : Maartje
- 2006 : Intensive Care (nl) : Cate
- 2007 : Grijpstra & De Gier (nl) : Joyce Mieland
- 2007 : Kicks (nl) : Nina
- 2007 : Voetbalvrouwen (nl) : Rosanne
- 2007 : Ebb (court métrage) : La femme
- 2008 : Linoleum : Alice
- 2009 : 13 in de oorlog (nl) : Catharina Verweij
- 2009-2010 : SpangaS : Heleen IJzinga
- 2010 : Verborgen gebreken (nl) : Madelon
- 2010 : De gelukkige huisvrouw (nl) : Corine
- 2011 : Donnie (court métrage) : Mia
- 2012 : De overloper (nl) : La procureur de la république numéro 2
- 2013 : Malaika (nl) : Ansje de Graaf
- 2014 : Moordvrouw : Ingrid van Bavel
- 2015 : Gouden Bergen (nl) : Esther, la détective
- 2016 : De Helleveeg (nl) : Leentje van Dartel